# ポルコステニの戦い
ポルコステニの戦い（ロシア語: Битва у Полкостеня)は、1125年6月に行われた、ポロヴェツ族軍とペレヤスラヴリ公国軍との戦いである。戦闘の結果、ペレヤスラヴリ公ヤロポルクのドルジーナ（近衛兵）隊が、ポロヴェヅ軍を打ち破った。
戦闘は、ペレヤスラヴリ公国領の都市ポルコステニ(ru)（現存せず。現ウクライナポルタヴァ州ポウスティン(ru)に遺構が残る。）付近で行われた。戦いの発端は、同年5月にキエフ大公ウラジーミル・モノマフが死亡しているが、ポロヴェツ族がこの死を知り、軍を起こしたことによる。ポロヴェツ軍は、まずバルーチ（現ウクライナキエフ州バルィシウカ(ru)）を急襲した。報を受けたペレヤスラヴリ公ヤロポルクは、バルーチ等の諸都市に部下を派遣し、守備を固めさせた。この動きを見たポロヴェツ軍はポスリエ(ru)（現スラー川沿岸）へと目標を変えた。ペレヤスラヴリ公ヤロポルクは、キエフ公国、チェルニゴフ公国等の近隣公国からの援軍をまたず、自身のペレヤスラヴリ公国軍のみを率いて追撃した。キエフ年代記によれば（ラヴレンチー年代記には兵数に関する記述はない。）、兵数で勝るポロヴェツ軍は隊列を整え迎え撃ったが、ヤロポルクとそのドルジーナ隊が果敢に戦い、勝利を収めた。
この戦いは、ペレヤスラヴリ軍単独でポロヴェツ軍を打ち破った数少ない例の1つとなった。